# 张鹏飞 (热河)
张鹏飞（1876年—1927年）又名张翘，热河凌源（今属辽宁省）人。中华民国军事将领。

## 生平
张鹏飞家十分富有。民国二年（1913年），张鹏飞任凌源县议会议员。后来他混迹官场，亦官亦绅。民国十四年（1925年）4月任热河省全区保甲总办，同年10月任热河承平镇守使兼陆军第三混成旅旅长。同年冬，张鹏飞率从保甲改编而来的七个营的兵力进占朝阳县，任朝阳镇守使，任内曾就阜新县的归属而同奉天省行政公署几次交涉。民国十五年（1926年），汤玉麟任热河督军后，逮捕了张鹏飞，后来张鹏飞于1927年在热河承德病逝。